# بژوزوئو-کولونیا
بژوزوئو-کولونیا (به لهستانی:  Brzozowo-Kolonia) یک روستا در لهستان است که در گمینا دانبرووا بیاووستوتسکا واقع شده‌است.